# Aeroflot-Flug 315 (1960)
Am 26. Februar 1960 verunglückte eine Antonow An-10 auf dem innersowjetischen Linienflug Aeroflot-Flug 315 von Moskau nach Lwiw, wobei 32 der 33 Insassen starben.

## Flugzeug
Das betroffene Flugzeug war eine Antonow An-10A (Luftfahrzeugkennzeichen: CCCP-11180, Werknummer: 9401801), die am 30. November 1959 fertiggestellt worden war. Seit ihrem ersten Einsatz am 24. Januar 1960 hatte sie 109 Betriebsstunden absolviert und war zuletzt 6 Tage vor dem Unglück in der Fabrik.

## Verlauf
Die An-10 sollte an jenem Tag vier Flüge fliegen; zuerst von Kiew nach Lwiw, dann von Lwiw nach Moskau, von Moskau nach Lwiw und zuletzt von Lwiw nach Kiew. In Moskau wurde die Besatzung ausgetauscht. Die An-10 hob daraufhin um 14:38 Uhr zum 3. Flug ab und stieg auf eine Reiseflughöhe von 7.000 m. Um 16:35 Uhr meldeten die Piloten das Einfliegen in den Luftraum von Lwiw und leiteten kurz darauf um 16:48 auf Anweisung des Fluglotsen den Sinkflug auf 4.000 m ein. Der Lotse gab den Piloten um 16:42 die Anweisung zum Sinken auf 2.400 m und die Landebedingungen. Die Piloten hielten sich an das gegebene Anflugschema und meldeten in einer Höhe von 200 m das Überfliegen des Outer Markers. Der Lotse sah das Flugzeug, vergewisserte sich der richtigen Ausführung des Anflugs und fragte nach dem Fahrwerk bzw. ob die Propeller fest eingestellt seien.
Dies wurde bestätigt und der Lotse gab die Landefreigabe. Die An-10 durchbrach die Wolkendecke und die Piloten fuhren die Landeklappen voll aus (um 45°). Daraufhin senkte sich die Nase in einer Höhe von 90–100 m Höhe. Zunächst konnten die Piloten in 60–70 m das Flugzeug abfangen, welches dann jedoch in einen Sturzflug überging. Es schlug um 16:57 Uhr mit der Nase um 20–25° nach unten geneigt (Nickwinkel) in sumpfigen Gelände, 1.400 m vor der Landebahnschwelle auf und schlitterte 150 m weiter, wobei es zerbrach, ohne Feuer zu fangen. An der Unfallstelle wurden 3 Passagiere lebend gefunden, wovon einer auf dem Weg ins Krankenhaus und ein anderer im Krankenhaus verstarb. Ein Mann (geb. 1927) überlebte als Einziger schwer verletzt.

## Ermittlungen
Bereits im Jahr zuvor war eine weitere An-10 auf demselben Flug beim Anflug auf Lwiw unter ähnlichen Umständen verunglückt, ohne dass anschließend die Ursache gefunden wurde. Tests zeigten, dass die An-10 durch ihre Konstruktion bei Vereisungsbedingungen dafür anfällig war, mit ausgefahrenen Landeklappen ihre Nase zu senken und in einen Sturzflug überzugehen, was Ursache für die beiden Unfälle war. Dies passierte, weil unter solchen Umständen der Anstellwinkel am Höhenleitwerk überkritische Werte erreichte. Hinzu kam bei diesem Unfall neben der Konstruktion, dass die Landeklappen unverhältnismäßig schnell ausgefahren wurden (um 35° in 8 s) und die Piloten weniger stark am Steuerhorn zogen, um dem Nickmoment nach unten entgegenzuwirken, als sie die Klappen ausfuhren. Aufgrund der geringen Höhe konnte das Flugzeug auch nicht rechtzeitig abgefangen werden.

## Folgen
Das Flughandbuch wurde nach den beiden Unfällen so verändert, dass es bei Vereisungsbedingungen das Ausfahren der Landeklappen um mehr als 15° untersagte. Außerdem wurde das Enteisungssystem für das Höhenleitwerk verbessert.